# فستان مارلين مونرو الأبيض
فستان مارلين مونرو الأبيض هو فستان ارتدته مارلين مونرو في فيلم سنة الحكة السابعة للمخرج بيلي وايلدر.الفستان من تصميم مصمم الأزياء ويليام ترافيلا وتم ارتداؤه في أحد أشهر المشاهد في الفيلم.